# Stade Al Inbiaâte
El Stade Al Inbiaâte es un estadio multipropósito principalmente utilizado para el fútbol ubicado en la ciudad de Agadir en Marruecos.

## Historia
El estadio fue construido en 1960 y es uno de los estadios de fútbol más simbólicos en Marruecos originalmente como la sede del club Hassania Agadir, el cual utilizó desde su fundación hasta el 2011 cuando se mudaron al Stade d'Agadir.
En ese mismo año fue cambiada su gramilla natural por una artificial, y desde entonces es la sede del Raja Agadir y el Najah Souss.

## Partidos internacionales
El estadio fue utilizado por la selección nacional durante la Eliminatoria hacia Alemania 1974 en su serie contra Senegal.